# Мопани копер мајнс
Рудник бакра Мопани ПЛЦ („Мопани“) је замбијска регистрована компанија у власништву компаније Карлиса Инвестиционе Корпорације (заједничко предузеће које чине Гленкоре Интернешнал АГ (73,1%) и Фирст Куантум Минералс Лтд (16,9%) и ЗЦЦМ -ИХ (10%) .  Мањински акционари су раширени широм света, на разним локацијама. 
Рудни производи бакар и кобалт се продају на међународном тржишту,и један је од највећих рудника и извозника у свету. 

## Преглед
Компанија има рудна налазишта Муфулира и Нкана, која се налазе на Купербелту у централној Замбији. Сједиште корпорације је основано у Китвеју и налази се у близини Нкана. Нкана је у функцији од 1931. године, а Муфулира, која ради од 1933. године, удаљена је 50 км северно од Китвеја. 
Компанија управља рудником Муфлира, топионицом, рафинеријама бакра и рудником Нкана, творницом концентрата и кобалта.  Име "Мопани" изабрано је гласањем међу запосленима. Мопани је аутохтоно замбијско тврдо дрво дугог века и изузетно је еластично. 

## Историја
Мопани рудник бакра Плц првобитно је био део Замбијске консолидоване бакарне руде(ЗЦЦМ), а био је у државном власништву до његове приватизације 2000. године. 
Дана 1. априла 2000. Мопани је купио имовину ЗЦЦМ-а на Муфулири и Нкани, која се састоји од подземног копа, концентратора, топионице, рафинерије и фабрике кобалта од владе. 
Након приватизације, замбијска влада задржала је удео у рударској индустрији преко ЗЦЦМ Инвестменц Холдингс Плц (ЗЦЦМ-ИХ), то је компанија за инвестициона улагања, котирана на берзама Лусака, Лондон и Еуронекст. Већина његових инвестиција држи се у сектору за експлоатацију бакра Замбије. 
Било је важно да се пронађе име које је задржао акроним "МЦМ" након приватизације, јер МЦМ је Лондонска берза метала наведени назив за бакар произведен у Муфулира рафинерији. Муфулира бакар сматра се једним од најчишћих на свету. 
МЦМ је произвео 134.800 t (148.600 short tons) бакра и 2.040 t (2.250 short tons) кобалта у 2003. години.  У то време МЦМ је инвестирао у бројне пројекте оксида бакра на неколико његових имања, укључујући ин-ситу испирање на Муфулири и испирање на Нкани, а постигло је значајно повећање производње током својих подземних рударских операција у Китвеју и Муфулири. Производња бакра из унутрашњих извора допуњена је куповином око 18.000 t (20.000 short tons) бакра у висококвалитетном оксидном концентрату, купљеном од Демократске Републике Конго, и 185.325 тона путарине бакарног концентрата третиране од бакра-рудара Екуинокс у 2007. 
Компанија је у топионици Муфулира током 2004. и 2005. године поставила ИСА топионицу, електричну пећ за одлагање мата и кисеоника, и укупни трошкови су 213 милиона долара. 
Рудник бакра Мопани створио је преко 560 милиона долара плаћања пореза замбијској влади од приватизације 2000. године кроз увозне / царине и порез на доходак.  Међутим, преварантска дисимулација неколико хиљада милиона долара  довела је МЦМ под истрагу.  а председник ЕИБ је наложио службама да одбију било који даљи захтев за финансирање ове компаније. 

## Утицај на животну средину и здравље
Локални становници и активисти изразили су озбиљну забринутост због високог нивоа загађења ваздуха и воде директно проузрокованог рударством у руднику бакра Мопани. У награђиваном  документарцу "Замбија: добар бакар, лош бакар",   чији су аутори истраживач и новинар Одри Галет и Алис Одиот,имали су велики утицај на смањење велике емисије сумпор-диоксида и прашине у ваздуху и загађење воде због рударских операција. У овом документарцу локални становници жале се на честе проблеме са дисањем, боловима у грудима и иритацијом очију због изложености емисијама. 
Други озбиљан облик загађења је због цурења сумпорне киселине која се користи за вађење бакра из руде у пијаћу воду. У документарцу је пријављен озбиљан инцидент због високог нивоа сумпорне киселине у води за пиће у 2008. години, што је изазвало бројне хоспитализације локалних становника, међу којима су деца. Локални званичници виђени су како сведоче да мерене концентрације сумпор-диоксида често достижу нивое много пута веће од препоручених. Извештено је да су замбијске власти за заштиту животне средине привремено затвориле део рударске операције, након здравствених жалби локалних становника у марту 2012. године. 
Међутим, под истрагом је лажна дисимулација хиљада милиона долара од стране МЦМ-а  а председник ЕИБ-а је наложио службама да одбију сваки даљи захтев за финансирање ове компаније. 

## Муфулира рудник
Тренутно рудник Муфулира директно запошљава око 5.000 људи. Средства за концентратор, рафинерију и топионицу годишње произведу 35.000 тона бакра у руди кроз процес отвореног складиштења. Затим се бакар однесе у концентратор. 
Постоје три врсте метода минирања које се тренутно користе на налазишту рудника Муфулира. Прво је оригинална метода бушења и експлозије подземних рудника (МЦР - Механизирано континуирано повлачење или модификована подземна пећина) која се користи у главном у другој просторији и ступу са насипањем отпадног камена на Муфулира исток Порталу, и треће Инситу испирање старих степеништа. 

### Муфулира концентратор
Концентратор ради на конвенционалан начин и има капацитет од 8.500 тона руде дневно. Кршење примарне фазе руде врши се под земљом, док се секундарно и терцијарно дробљење одвија у концентратору. Куглични млинови млеве дробљену руду ради накнадне флотације да би се добио бакарни концентрат од 40-43%. Опоравак концентрата је отприлике 94,5%. 

### Муфулира Топионица
Топионица точи бакарни концентрат помешан са силицијум-диоксидом у пећи Исасмелт.  Производ из пећи ИСА је мат и шљака који иду у Електричну пећ за Мат Сетлинг. Жлиндра се истискује и одбацује. Мат се одваја и одводи у ПС конвертере за даљу обраду у блистер бакар. Затим се бакар са блистерима даље обрађује у анодним пећима и након тога се бакар баца у аноде у двоструком колу. Аноде се затим шаљу у рафинерију на електро-рафинирање. 
Топионица Муфулира први пут је изграђена 1937. године. Прије приватизације 2000. године, 100% свих СО2 отишло је у атмосферу, а најновије информације потврђују да се ситуација побољшала од тада, нарочито захваљујући инвестирању које је ЕИБ финансирао зајмом бакра Мопани за модернизацију топионице бакра. Пројектом је успешно успостављен капацитет за елиминацију 170.000 тона сумпор-диоксида годишње, значајно доприносећи заштити животне средине.  Ово побољшање је снажно противно недавним извештајима о утицају загађења на локалне становнике.  

### Рафинерија Муфулира (укључујући агитацију, пијавицу, СКС и ЕВ постројења)
У рафинерији се налазе бакарне аноде које долазе из топионице електро-рафиниране да би се произвеле катоде са 99,99% Cu и које одговарају ЛМЕ класи А. То се постиже постављањем анода и катода наизменично у ћелију, у којој циркулише раствор електролита бакар-сулфата и струја је прошла. Јонови бакра који се тако стварају из анода крећу се према катоди и депонују се на почетним плочама [катода]. Катодне плоче се у одређеном интервалу ваде из ћелија. Тако произведене катоде у пакету сe углавном извозе. 
Током електролизе племенити метали попут злата, сребра, платине, селена, паладија итд. Таложе се заједно са осталим нечистоћама на дну ћелија. Ово се уклања и сакупља на крају циклуса аноде. Овај производ познат као анодна слуз се пере, суши и пакује за скупљање племенитих метала. 
У рафинерији постоје и три погона СКС и једна фабрика за електроинсталацију. ПЛС из Агитеишн Леч, Муфулира Вест хип леч и Ин-Ситу Леч операција прво се третирају у СКС Плантц, а затим пребацују у постројење за производњу електрона за производњу бакарних катода. 

### Пропадање рудника
У ноћи 25. септембра 1970. дошло је до експлозије, због чега је отприлике милион тона јаловине и блата исцурило у рудник. Овај објекат је био постављен директно изнад подземних канала. Погинуло је 89 радника рудника из ноћне смене, а на дну исушеног рудника је остао вртач који је омогућио површинској води да се и даље слива у канализацијске системе. 
Две године пре тога, у сливу реке почело се развијати низ вртача као резултат урушавања подземног висећег зида, а забележена су и два случаја продора блата. 

## Нкана рудник
Рудник Нкана један је од највећих у Африци,  рудник бакра који се налази 1 км југозападно од Китве. 
На Нкану се бакарна и кобалтна руда производе из пет извора: Четири подземна копа, наиме: северна осовина Миндола, подземна осовина Миндола, централна осовина, осовина тела јужне руде (СОБ) и отворене јаме тачкано преко капице оксида Нкана. Вертикално повлачење кратера (ВЦР), пећинско и после попуњавања, био је преовлађујући начин експлоатације који се користи у руднику Нкана, али се сада претвара у комбинацију подземних шпиља (СЛЦ) и отворених техника заустављања. 
Вертикалне осовине са површине омогућавају приступ свакој од четири подземне мине. Поред тога, у дубљим деловима рудника Миндола и централном вратилу, вертикална вратила проширују услуге на 5500Л и 3580Л. 
Рудник Нкана делује од 1932. године  и досад је произвео 6.000.000 тона бакарне руде. Резерве под земљом укључују 108.145.000 тона руде са 1,83% бакра и 0,12 кобалта. * 
Минерализација бакра и кобалта дешава се унутар рудних шкриљаца.  Минерализација бакра у лежиштима се мења углавном од халкопирита у јужном делу тела, до халкопирит-борита у централном подручју и до борнито-халкопирита на Миндоли. Кобалт се јавља као каролит и кобалтиферозни пирит у приближно једнаким омерима. У руднику се производи бакар и кобалт из три извора: Миндола Шафт, Централни Шафт и Јужни ободни Шат. Вертикално повлачење кратера је преовлађујући начин ископавања, док се такође користе методе отвореног заустављања и печаћења подравнина. 
У априлу 2011. године Мопани је објавио да намерава да потоне нову осовину од 295 милиона долара на Муфулири, што би требало да продужи живот рудника за око двадесет пет година.  Синклиноријумска осовина омогућиће приступ 115 милиона тона бакарне руде.  Када буде пуштен у рад у првом кварталу 2015. године, створиће око 600 радних места. 

### Нкана Концентратор
Концентратор Нкана смештен је у Китвеју и третира бакар-кобалт-сулфидну руду користећи флотацијски проток флота и сегрегацијске флотације за производњу посебних концентрата бакра и кобалта. Концентратор Нкана једна је од најважнијих јединица за прераду минерала у Мопанију, јер доприноси производњи кобалта високе чистоће. 

### Нкана биљка кобалта
Фабрика кобалта третира концентрате кобалта како би се произвео метал кобалта високе чистоће.  Постројење је тренутно на нези и одржавању. 

## Друштвена и друштвена укљученост Мопанија
Према самој компанији, МЦМ троши око 16-20 милиона долара годишње на социјалне пројекте који укључују: рад две болнице и седам градских клиника, пет центара за прву помоћ и одељења јавног здравља на Нкану и Муфулири. Мопани такође води две школе за 1.850 ученика, програме превенције и контроле ХИВ и маларије, подржава локална сиротишта, добротворне организације и спортске клубове. Пензионисаним рударима су такође пружене могућности за запошљавање након пензионисања на фарми коју Мопани финансира у Муфулири. 
Међутим, ово није верификовано, а подржава га само компанија. Због озбиљних забринутости око управљања Гленкора, које су недавно изашле на видело и које превазилазе мопанијску инвестицију, председник ЕИБ је наложио службама да одбију било који даљи захтев за финансирање ове компаније или неке од њених зависних предузећа. 